# By Inheritance
| Recensione | Giudizio |
| ---------- | -------- |
| AllMusic   |          |

By Inheritance è il terzo album in studio del gruppo musicale thrash metal danese Artillery, pubblicato nel 1990 dall'etichetta Roadrunner Records.

## Tracce
1. 700 From Tashkent – 0:53
2. Khomaniac – 6:42
3. Beneath The Clay (R.I.P) – 4:48
4. By Inheritance – 5:42
5. Bombfood – 5:41
6. Don't Believe – 4:40
7. Life In Bondage – 5:27
8. Equal At First – 4:25
9. Razamanaz (cover dei Nazareth) – 3:14
10. Back In The Trash – 6:02